# جنراک
جنراک (انگلیسی: Generac) شرکت الکترونیک آمریکایی است، که در سال ۱۹۵۹ تأسیس شد.